# Университатя Крайова 1948
«У Крайова 1948» (рум. FC U Craiova 1948) — румынский футбольный клуб из города Крайова, в жудеце Долж в юго-западной Румынии. Является приемником изчезнувшего в 2011 году футбольного клуба «Университатя Крайова 1948». Воссоздан в 2017 году, на базе обанкротившегося в 2014 году футбольного клуба «У Крайова». В настоящее время играет в Лиге II, втором дивизионе чемпионата Румынии по футболу.
Домашние матчи проводит на стадионе «Йон Облеменко», вмещающем 30 983 зрителей.

## История
Основан в 1991 году путем отделения от спортивного клуба «Университатя Крайова», чьей футбольной секцией был ранее. Первое время выступал под этим же именем, пока в 1995 году для соответствия правилам ФИФА и УЕФА команда не прошла новую регистрацию как «Университатя Крайова 1948», упустив тем самым, хоть какую либо возможность юридически считаться приемником «Университатя Крайова». В первой половине 90-х клуб демонстрирует хорошие показатели, завоевав бронзу сезона 1992/93 и серебро сезонов 1993/94, 1994/95. В сезоне 1992/93 команда завоевывает свой первый трофей - Кубок Румынии 1992/93, в дальнейшем ещё трижды выходя в финал турнира в сезонах 1993/94, 1997/98, 1999/00. «Университатя Крайова 1948» стабильно участвовала в еврокубках, но не демонстрировала больших успехов на евроарене. За этим периодом успеха последовал постепенный спад команды, кульминацией которого стал вылет из элиты в сезоне 2004/05. Однако несмотря на это, «Университатя Крайова 1948» уже в следующем сезоне с первого места вновь возвращается в Лигу I. В 2004 году владельцем клуба становится его давний болельщик и акционер, румынский бизнесмен Адриан Митителу. До этого Митилелу несколько лет занимал должность вице-президента и президента клуба.
2009 год ознаменовался для клуба началом конфликта между владельцем «Университатя Крайова 1948» Адрианом Митителу и городскими властями Крайовы. По мере его усиления Митителу всерьез рассматривал возможность вывоза команды в Дробета-Турну-Северин (административный центр соседнего жудеца Мехединци). В зимнее трансферное окно сезона 2010/11, под предлогом "нарушения дисциплины" Митителу увольняет приглашенного им же тренера Виктора Пицуркэ проигнорировав пукнт его контракта о многомиллионной компенсации в случае одностроннего увольнения специалиста. Скандальный спор между тренером и клубом, вскоре привлекает внимание федерации футбола Румынии, приводя уже к конфликту и с ней, ввиду того, что организация признала правоту Пицуркэ. 20 июля 2011 года по решению ФФР «Университатя Крайова 1948» была временно отстранена от игр, ввиду невожможности выплатить огромную компенсацию бывшему тренеру. Руководство клуба пыталось безуспешно обжаловать это решение в суде, однако уже в том же году ФФР запускает механизм банктротства «Университатя Крайова 1948», а игроков команды объявляет свободными агентами.
После расформирования клуба Адриану Митителу удается через суд, доказать незаконность некоторых действий ФФР, вследствие чего, он добивается для своей новой команды «У Крайова» места в Лиге II сезона 2013/14. В этот же период времени, летом 2013 года городские власти Крайовы заручившись поддержкой спортивного клуба «Университатя Крайова» возрождают одноимённый футбольный клуб, существовавший в Крайове в период с 1948 по 1991 годы. Несмотря на то, юридически «Университатя Крайова 1948» не имела прав на историю, логотип и имя «Университатя Крайова» все это время принадлежавшие городскому университету, Адриан Митителу подает иск на новый клуб. В 2014 году «У Крайова» снимается с участия в Лиге II из-за финансовых трудностей, и в том же году объявляет себя банкротом. В июне 2016 года Адриан Митителу проигрывает суд в апелляционном суде Бухареста, который признает права воссозданной в 2013 году «Университатя Крайова» на историю и титулы одноимённого клуба. За этим решением последовало признание данного решения со стороны Профессиональной футбольной лиги Румынии.
В 2017 году Адриан Митителу возрождает свою команду под названием «У Крайова 1948», и регистрирует её в Лиге IV. В 2018 году Апелляционный суд Тимишоары вновь отклоняет претензии Митителу в его судебном споре с «Университатя Крайова». Однако сославшись на слабую доказательную базу руководства воссозданной в 2013 году «Университатя Крайова», суд все же отменяет решение апелляционного суда Бухареста от 2016 года, тем самым постановив, что ни один из клубов не может претендовать на историю и титулы «Университатя Крайова» существовавшего в период с 1948-1991 годы. В 2021 году «У Крайова 1948» выходит в Лигу I, в которой играет в настоящее время. В этом же году Высший кассационный суд Румынии во второй раз удовлетворил прошение «Университатя Крайова»(первое было обжаловано Митителу), направив дело о титулах «Университатя Крайова» на пересмотр. 10 июля 2023 года Апелляционный суд Тимишоары признал права на историю и трофеи выигранные клубом в период с 1948 по 1991 годы за восстановленной в 2013 году «Университатя Крайова», тем самым поставив точку в 10-летнем судовом конфликте команд. Помимо этого, согласно решению суда «У Крайова 1948» должна будет сменить название и логотип клуба ввиду многолетнего нарушения авторских прав.

## Болельщики и соперничество с другими клубами
«У Крайова 1948» традиционно пользуется поддержкой в родной Крайове, так и в историческом регионе Олтения. С 2013 года фанатское движение клуба находится в состоянии раскола. Причиной этому стал прецедент, что сразу две футбольные команды претендовали на идентичность и историю «Университатя Крайова» существовавшей в период с 1948-1991 годы. Группировки ультрас "Sezione Ultra' 2000", "Utopia" из "Peluza Nord" поддержали восстановленную в 2013 году «Университатя Крайову», в то время как "Ultras Craiova 2004" из "Peluza Sud 97" и "Praetoria" примкнули к «У Крайова», как приемнику «Университатя Крайова 1948». В 2017 году "Ultras Craiova 2004" не стали поддерживать «У Крайова 1948» воссозданную на базе обанкротившегося в 2014 году «У Крайова» и заняли нейтральную позицию в конфликте команд. В настоящее время самой большой и известной группировкой ультрас «У Крайова 1948» является "Peluza Sud 97".
Исторически самыми принципиальными соперниками «У Крайова 1948» зачастую были и остаются столичные клубы: «Стяуа», ныне «ФКСБ» и «Динамо Бухарест. С болельщиками последних фанаты «У Крайова 1948» имеют более натянутые отношения из-за 2002 и 2005 годов, когда руководству «Динамо Бухарест» удалось переманить к себе ряд ключевых игроков «Университатя Крайова 1948». Ещё одним важным соперником клуба можно назвать другой городской клуб - «Университатя Крайова». За годы судебных разбирательств между «У Крайова 1948» и «Университатя Крайова» вражда и ненависть между ультрас обеих команд только усиливалась. Хорошим доказательством тому является инцидент в марте 2018 года во время матча между сборными Румынии и Швеции на «Йон Облеменко». Фанаты «У Крайова 1948» после замены освистали игрока «Университатя Крайова» Александру Митрицэ. В ответ на это фанаты «Университатя Крайова» сломали стулья, на которых сидели фанаты «У Крайова 1948» и символически использовали инсектицид «чтобы очистить арену от зловонья» оставленного "Peluza Sud 97". С выходом в элиту «У Крайова 1948» в 2021 году, противостояние и вражда ультрас обеих команд продолжает нарастать.

## Достижения

### Национальные
Лига I
- Серебряный призёр (2): 1993/94, 1994/95
- Бронзовый призёр (1): 1992/93

Лига II
- Победитель (2): 2005/06, 2020/21

Лига III
- Победитель (1): 2019/20
- Серебряный призёр (1): 2018/19

Кубок Румынии
- Обладатель (1): 1992/93
- Финалист (3): 1993/94, 1997/98, 1999/00

### Международные
Зимний кубок Норчи, Италия
- Обладатель (1): 2003

## Статистика выступлений в чемпионатах Румынии
| Сезон   | Ранг | Турнир               | Место | И  | В  | Н  | П  | ГЗ  | ГП | Очки |
| ------- | ---- | -------------------- | ----- | -- | -- | -- | -- | --- | -- | ---- |
| 1991/92 | 1    | Лига I               | 4     | 34 | 14 | 11 | 9  | 38  | 28 | 39   |
| 1992/93 | 1    | Лига I               | 3     | 34 | 16 | 10 | 8  | 50  | 36 | 42   |
| 1993/94 | 1    | Лига I               | 2     | 34 | 16 | 8  | 10 | 64  | 46 | 40   |
| 1994/95 | 1    | Лига I               | 2     | 34 | 21 | 5  | 8  | 83  | 40 | 68   |
| 1995/96 | 1    | Лига I               | 4     | 34 | 17 | 6  | 11 | 45  | 30 | 57   |
| 1996/97 | 1    | Лига I               | 11    | 34 | 12 | 7  | 15 | 48  | 52 | 43   |
| 1997/98 | 1    | Лига I               | 8     | 34 | 15 | 4  | 15 | 65  | 46 | 49   |
| 1998/99 | 1    | Лига I               | 13    | 34 | 11 | 6  | 17 | 43  | 50 | 39   |
| 1999/00 | 1    | Лига I               | 13    | 34 | 13 | 7  | 14 | 45  | 41 | 46   |
| 2000/01 | 1    | Лига I               | 8     | 30 | 11 | 8  | 11 | 34  | 38 | 41   |
| 2001/02 | 1    | Лига I               | 7     | 30 | 12 | 8  | 10 | 40  | 35 | 44   |
| 2002/03 | 1    | Лига I               | 7     | 30 | 12 | 8  | 10 | 36  | 37 | 44   |
| 2003/04 | 1    | Лига I               | 4     | 30 | 11 | 11 | 8  | 38  | 34 | 44   |
| 2004/05 | 1    | Лига I               | 16    | 30 | 4  | 8  | 18 | 24  | 54 | 20   |
| 2005/06 | 2    | Лига II (Серия II)   | 1     | 30 | 20 | 4  | 6  | 43  | 16 | 62   |
| 2006/07 | 1    | Лига I               | 9     | 34 | 12 | 12 | 10 | 39  | 43 | 48   |
| 2007/08 | 1    | Лига I               | 9     | 34 | 12 | 7  | 15 | 42  | 48 | 43   |
| 2008/09 | 1    | Лига I               | 7     | 34 | 15 | 11 | 8  | 44  | 25 | 56   |
| 2009/10 | 1    | Лига I               | 13    | 34 | 11 | 3  | 20 | 44  | 52 | 36   |
| 2010/11 | 1    | Лига I               | 15    | 34 | 7  | 9  | 18 | 35  | 48 | 30   |
| 2013/14 | 2    | Лига II (Серия II)   | 12    | 22 | 4  | 5  | 13 | 9   | 39 | 17   |
| 2013/14 | 2    | Лига II (Серия II)   | 12    | 10 | 1  | 3  | 6  | 5   | 20 | 6    |
| 2017/18 | 4    | Лига IV (Долж)       | 1     | 38 | 38 | 0  | 0  | 199 | 28 | 114  |
| 2018/19 | 3    | Лига III (Серия III) | 2     | 30 | 19 | 5  | 6  | 70  | 25 | 62   |
| 2019/20 | 3    | Лига III (Серия IV)  | 1     | 16 | 13 | 3  | 0  | 40  | 9  | 42   |
| 2020/21 | 2    | Лига II              | 1     | 19 | 9  | 8  | 2  | 30  | 15 | 35   |
| 2020/21 | 2    | Лига II              | 1     | 10 | 5  | 4  | 1  | 13  | 7  | 54   |
| 2021/22 | 1    | Лига I               | 10    | 30 | 8  | 9  | 13 | 31  | 35 | 33   |
| 2021/22 | 1    | Лига I               | 10    | 9  | 5  | 2  | 2  | 14  | 11 | 34   |